# Lilhac
Lilhac ist eine französische Gemeinde mit 136 Einwohnern (Stand 1. Januar 2022) im Département Haute-Garonne in der Region Okzitanien (zuvor Midi-Pyrénées). Die Einwohner werden als Lilhacois bezeichnet.

## Geographie
Umgeben wird Lilhac von den fünf Nachbargemeinden:
| Montbernard      |                                             | Salherm     |
|                  | Kompassrose, die auf Nachbargemeinden zeigt | Saint-André |
| Castéra-Vignoles | Esparron                                    |             |

## Bevölkerungsentwicklung
| Jahr                      | 1962 | 1968 | 1975 | 1982 | 1990 | 1999 | 2007 | 2012 | 2016 |
| ------------------------- | ---- | ---- | ---- | ---- | ---- | ---- | ---- | ---- | ---- |
| Einwohner                 | 162  | 143  | 120  | 133  | 111  | 90   | 133  | 128  | 131  |
| Quelle: Cassini und INSEE |      |      |      |      |      |      |      |      |      |

## Sehenswürdigkeiten
- Kirche St-Quitterie